# Liste biblischer Personen/U
Diese Liste biblischer Personen führt Eigennamen von Personen auf, die in der Bibel vorkommen. Sie ist nach dem Alphabet auf mehrere Seiten aufgeteilt. Angegeben sind jene Bibelstellen, in denen die Person zuerst genannt wird. Namen von Orten, Bergen, Flüssen, Seen, Meeren, Inseln, Heiligtümern, Ländern, Völkern finden sich in der Liste geographischer und ethnographischer Bezeichnungen in der Bibel. 

## U
| Name (dt.) | Name (Urtext)                      | Bedeutung des Namens                                   | Bibelstelle       | Person                                               |
| ---------- | ---------------------------------- | ------------------------------------------------------ | ----------------- | ---------------------------------------------------- |
| Uël        | אוּאֵל ʾūʾēl                         | vllt. „Gott hat sich niedergelassen“                   | Esr 10,34         | Nachkomme Banis, in Mischehe Lebender                |
| Ulam       | אוּלָם ʾūlām                         | vllt. „Erster“                                         | 1 Chr 7,16f       | Manassit                                             |
| Ulam       | אוּלָם ʾūlām                         | vllt. „Erster“                                         | 1 Chr 8,39f       | Benjaminit                                           |
| Ulla       | עֻלָּא ʿullāʾ                         | unsicher, vllt. „Nachlese halten“ oder „Kindchen“      | 1 Chr 7,39        | Asserit                                              |
| Unni       | עֻנִּי ʿunnî                          | „[Gott/JHWH] hat geantwortet“                          | 1 Chr 15,18.20    | Levit zur Zeit Davids                                |
| Unni       | עֻנִּי ʿunnî                          | „[Gott/JHWH] hat geantwortet“                          | Neh 12,9          | Levit zur Zeit Nehemias                              |
| Ur         | אוּר ʾūr                            | „[Gott/JHWH] ist Lichtschein“, „[Gott/JHWH] ist Feuer“ | 1 Chr 11,35       | Vater eines Söldners Davids                          |
| Urbanus    | Ούρβανός Urbanós                   | „Stadtbewohner“                                        | Röm 16,9          | Gegrüßter im Römerbrief                              |
| Uri        | אוּרִי ʾūrî und אֻרִי ʾurî             | „[Gott/JHWH] ist Lichtschein“, „[Gott/JHWH] ist Feuer“ | Ex 31,2 u. ö.     | Judäer, Vater Bezalels                               |
| Uri        | אוּרִי ʾūrî und אֻרִי ʾurî             | „[Gott/JHWH] ist Lichtschein“, „[Gott/JHWH] ist Feuer“ | 1 Kön 4,19        | Vater des Provinzgouverneurs Gerber                  |
| Uri        | אוּרִי ʾūrî und אֻרִי ʾurî             | „[Gott/JHWH] ist Lichtschein“, „[Gott/JHWH] ist Feuer“ | Esr 10,24         | Uri, Torwächter                                      |
| Uriël      | אוּרִיאֵל ʾūrîʾēl                     | „Gott ist Lichtschein“, „Gott ist Feuer“               | 1 Chr 6,9         | Levit                                                |
| Uriël      | אוּרִיאֵל ʾūrîʾēl                     | „Gott ist Lichtschein“, „Gott ist Feuer“               | 1 Chr 15,5.11     | levitisches Oberhaupt unter David                    |
| Uriël      | אוּרִיאֵל ʾūrîʾēl                     | „Gott ist Lichtschein“, „Gott ist Feuer“               | 2 Chr 13,2        | Großvater des Königs Abija, Schwiegervater Rehabeams |
| Urija      | אוּרִיָּה ʾūrijjâ                      | „JHWH ist Lichtschein“, „JHWH ist Feuer“               | 2 Sam 11,3 u. ö.  | Urija, Mann der Batseba                              |
| Urija      | אוּרִיָּה ʾūrijjâ                      | „JHWH ist Lichtschein“, „JHWH ist Feuer“               | 2 Kön 16,10 u. ö. | Priester unter Ahas                                  |
| Urija      | אוּרִיָּה ʾūrijjâ                      | „JHWH ist Lichtschein“, „JHWH ist Feuer“               | Esr 8,33 u. ö.    | Priester                                             |
| Urija      | אוּרִיָּה ʾūrijjâ                      | „JHWH ist Lichtschein“, „JHWH ist Feuer“               | Neh 8,4           | Begleiter Esras                                      |
| Urija      | אוּרִיָּהוּ ʾūrijjāhū                   | „JHWH ist Lichtschein“, „JHWH ist Feuer“               | Jer 26,20 u. ö.   | Urija, Prophet und Märtyrer unter Jojakim            |
| Usa        | עֻזָּא ʿuzzāʾעֻזָּה ʿuzzâ                | „Kraft [Gottes]“ oder „[meine] Kraft [ist Gott]“       | 2 Sam 6,3 u. ö.   | Geleitmann bei der Überführung der Bundeslade        |
| Usa        | עֻזָּא ʿuzzāʾעֻזָּה ʿuzzâ                | „Kraft [Gottes]“ oder „[meine] Kraft [ist Gott]“       | 2 Kön 21,18.26    | Besitzer der Begräbnisstätte von Manasse             |
| Usa        | עֻזָּא ʿuzzāʾעֻזָּה ʿuzzâ                | „Kraft [Gottes]“ oder „[meine] Kraft [ist Gott]“       | 1 Chr 6,14        | Levit                                                |
| Usa        | עֻזָּא ʿuzzāʾעֻזָּה ʿuzzâ                | „Kraft [Gottes]“ oder „[meine] Kraft [ist Gott]“       | 1 Chr 8,7         | ein Benjaminit                                       |
| Usa        | עֻזָּא ʿuzzāʾעֻזָּה ʿuzzâ                | „Kraft [Gottes]“ oder „[meine] Kraft [ist Gott]“       | Esr 2,49 u. ö.    | Oberhaupt einer Familie von Tempelsklaven            |
| Usai       | אוּזַי ʾūzaj                         | umstritten, vllt. „JHWH hört“                          | Neh 3,25          | Vater eines am Mauerbau beteiligten                  |
| Usal       | אוּזָל ʾūzāl                         | „Wanderer“                                             | Gen 10,27         | Sohn Joktans                                         |
| Usi        | עֻזִּי ʿuzzî                          | „Kraft [Gottes]“ oder „meine Kraft“                    | 1 Chr 5,31 u. ö.  | Levit, Nachkomme Eleasars                            |
| Usi        | עֻזִּי ʿuzzî                          | „Kraft [Gottes]“ oder „meine Kraft“                    | 1 Chr 7,2.3       | Issacharit                                           |
| Usi        | עֻזִּי ʿuzzî                          | „Kraft [Gottes]“ oder „meine Kraft“                    | 1 Chr 7,7 u. ö.   | Benjaminit                                           |
| Usi        | עֻזִּי ʿuzzî                          | „Kraft [Gottes]“ oder „meine Kraft“                    | Neh 11,22         | levitischer Aufseher                                 |
| Usi        | עֻזִּי ʿuzzî                          | „Kraft [Gottes]“ oder „meine Kraft“                    | Neh 12,19.42      | Priester                                             |
| Usiël      | עֻזִּיאֵל ʿuzzîʾēl                     | „Kraft Gottes“ oder „meine Kraft ist Gott“             | Ex 6,18 u. ö.     | Sohn Kehats                                          |
| Usiël      | עֻזִּיאֵל ʿuzzîʾēl                     | „Kraft Gottes“ oder „meine Kraft ist Gott“             | 1 Chr 4,42        | Simeonit                                             |
| Usiël      | עֻזִּיאֵל ʿuzzîʾēl                     | „Kraft Gottes“ oder „meine Kraft ist Gott“             | 1 Chr 7,7         | Benjaminit                                           |
| Usiël      | עֻזִּיאֵל ʿuzzîʾēl                     | „Kraft Gottes“ oder „meine Kraft ist Gott“             | 1 Chr 25,4 u. ö.  | Levitischer Sänger                                   |
| Usiël      | עֻזִּיאֵל ʿuzzîʾēl                     | „Kraft Gottes“ oder „meine Kraft ist Gott“             | Neh 3,8           | am Mauerbau Beteiligter                              |
| Usija      | עֻזִּיָּא ʿuzzijjāʾ                     | „JHWH ist Stärke“                                      | 1 Chr 11,44       | einer der Helden Davids                              |
| Usija      | עֻזִּיָּהוּ ʿuzzijjāhū                   | „JHWH ist Stärke“                                      | 1 Chr 27,15       | Vater eines Beamten Davids                           |
| Usija      | עֻזִּיָּהוּ ʿuzzijjāhū und עֻזִּיָה ʿuzzijjâ | „JHWH ist Stärke“                                      | 2 Kön 15,13 u. ö. | Usija, König von Juda                                |
| Usija      | עֻזִּיָה ʿuzzijjâ                      | „JHWH ist Stärke“                                      | 1 Chr 6,9         | Vorfahr des Sängers Heman                            |
| Usija      | עֻזִּיָה ʿuzzijjâ                      | „JHWH ist Stärke“                                      | Esr 10,21         | Priester                                             |
| Usija      | עֻזִּיָה ʿuzzijjâ                      | „JHWH ist Stärke“                                      | Neh 11,4          | Judäer                                               |
| Utai       | עוּתַי ʿūtaj                         | vllt. „zur Hilfe kommen“                               | 1 Chr 9,4         | Benjaminit                                           |
| Utai       | עוּתַי ʿūtaj                         | vllt. „zur Hilfe kommen“                               | Esr 8,14          | Heimkehrer                                           |
| Uz         | עוּץ ʿūṣ                            | unsicher, vllt. „ersetzen“                             | Gen 10,23 u. ö.   | Sohn Arams, Nachkomme Noachs                         |
| Uz         | עוּץ ʿūṣ                            | unsicher, vllt. „ersetzen“                             | Gen 22,21         | Sohn Nahors und Milkas                               |
| Uz         | עוּץ ʿūṣ                            | unsicher, vllt. „ersetzen“                             | Gen 36,28 u. ö.   | Sohn Dischans bzw. Dischons, Enkel Esaus             |
| Uz         | Ωξ Ōx                              | unsicher, vllt. „ersetzen“                             | Jdt 8,1           | Vater Meraris, Großvater Judits                      |